# Pappilan niitty
Pappilan niitty este o arie protejată (arie specială de conservare — SAC, sit de importanță comunitară — SCI) din Finlanda întinsă pe o suprafață de 3,2 ha, integral pe uscat.

## Localizare
Centrul sitului Pappilan niitty este situat la coordonatele 69°51′43″N 27°00′32″E / 69.8619°N 27.0089°E.

## Înființare
Situl Pappilan niitty a fost declarat sit de importanță comunitară în mai 2002 pentru a proteja 1 specie de animale. Situl a fost protejat și ca arie specială de conservare în aprilie 2015.

## Biodiversitate
Situată în ecoregiunea alpină, aria protejată conține 2 habitate naturale: Pajiști uscate europene, Pajiști fino-scandinave uscate până la mezice, bogate în specii de altitudine mică.
La baza desemnării sitului se află o specie protejată de  nevertebrate: Erebia medusa polaris.
Pe lângă speciile protejate, pe teritoriul sitului au mai fost identificate 1 specie de plante, 2 specii de nevertebrate.